# Złodzieje czasu
Złodzieje czasu – trzeci album studyjny polskiej grupy muzycznej Trzeci Wymiar. Wydawnictwo ukazało się 11 maja 2009 roku nakładem wytwórni muzycznej Labirynt Records. Nagrania zostały wyprodukowane przez DJ-a Creona oraz DJ-a Kut-O. Płyta była promowana teledyskami do utworów "Bezpowrotnie", "Złap za broń" oraz "Łapy w górę", wszystkie zrealizowane przez firmę Endorfina.
Album dotarł do 30. miejsca listy OLiS w Polsce i osiągnął certyfikat złotej płyty.

## Lista utworów
Opracowano na podstawie materiału źródłowego.
CD1 3W / Creon
1. "Intro" (produkcja, scratche: DJ Creon) - 1:36
2. "Złodzieje czasu" (produkcja, scratche: DJ Creon) - 4:29
3. "Ilu z was...?" (gościnnie: Fokus, produkcja: DJ Creon) - 5:32
4. "Hejter (skit)"  (produkcja: DJ Creon) - 1:34
5. "Chciałbyś"  (produkcja: DJ Creon) - 4:20
6. "Skazani na instynkt"  (produkcja: DJ Creon) - 3:53
7. "One Hip Hop, One Nation" (gościnnie: Bagi, T.A.P., D.Phunk, Lost Smoke, Mad Rush, produkcja: DJ Creon) - 4:07
8. "Skit"  (produkcja, scratche: DJ Creon) - 0:58
9. "I choć niewiele mam"  (produkcja, scratche: DJ Creon) - 4:47[A]
10. "Bezpowrotnie"  (produkcja, scratche: DJ Creon) - 5:38
11. "Miasto zielonego dębu" (gościnnie: BKFonem, NSP, MBR, Boban, K-Fka, produkcja: Amok, DJ Creon, scratche: DJ Qmak) - 6:42
12. "Outro"  (produkcja, scratche: DJ Creon) - 1:32

CD2 3W / Kut-O
1. "Intro (50 Lat Później)" (produkcja, scratche: DJ Kut-O) - 0:46
2. "Łapy w górę!" (produkcja: DJ Kut-O, scratche: DJ Qmak) - 4:54
3. "Jakbyś sam stał (Blaau! Blaau!)" (produkcja: DJ Kut-O, scratche: DJ Qmak) - 4:05
4. "3W vs. Kut-O (skit)" (produkcja: DJ Kut-O) - 1:46
5. "Złap za broń" (produkcja: DJ Kut-O) - 4:59[B]
6. "Balans" (gościnnie: Headdy, produkcja: DJ Kut-O, scratche: DJ Slime) - 5:14[C]
7. "Siedem dni" (gościnnie: Zgas (beatbox), produkcja: Zgas) - 2:13
8. "To nie film" (produkcja: DJ Kut-O) - 3:45
9. "Nim znów spadnę w dół" (produkcja: DJ Kut-O) - 3:52
10. "Cofnij się!!!" (produkcja: DJ Kut-O, scratche: DJ Qmak) - 4:01[D]
11. "Wojna wolnych ludzi" (gościnnie: Bagi, produkcja: DJ Phast, DJ Kut-O, scratche: DJ Qmak) - 4:18
12. "Outro" (produkcja: DJ Kut-O) - 0:51

Notatki
- A^ W utworze wykorzystano sample z piosenki "Me and Mrs. Jones" w wykonaniu Billy'ego Paula[12].
- B^ W utworze wykorzystano sample z piosenki "Declaration of Rights" w wykonaniu The Abyssinians[12].
- C^ W utworze wykorzystano sample z piosenki "Packed Up and Took My Mind" w wykonaniu Little Miltona[12].
- D^ W utworze wykorzystano sample z piosenki "Sound of Da Police" w wykonaniu KRS-One[12].